# 點規定
在電路分析裏，點規定（dot convention）專門設定兩個耦合線圈的互感電壓的正負極性。點規定假設互感 {\displaystyle M} 永遠是正值。在使用點規定前，必須先在每一個線圈的某一端標註圓點，稱為「圓點端」，另一端則不標註任何符號。點規定表明：
假若電流進入一個線圈的圓點端，則另一個線圈的圓點端的參考極性是正極；假若電流離開一個線圈的圓點端，則另一個線圈的圓點端的參考極性是負極。

## 概述

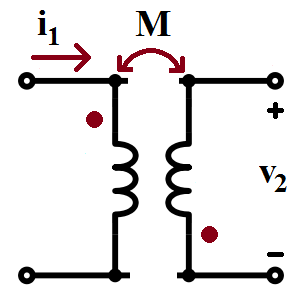
圖2， 。

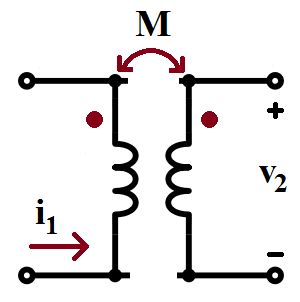
圖3， 。

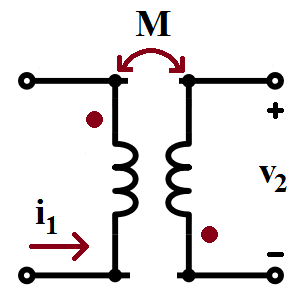
圖4， 。

自感電壓的正負極性很容易就可找到。按照被動正負號規定（passive sign convention），自感電壓是流過線圈的電流所感應出的電壓降，所以電流進入線圈的那一端是正極，電流離開線圈的那一端是負極。但是，互感電壓的正負極性與線圈捲繞的方向有關，而這捲繞方向通常不會顯示在電路圖裏。因此，必需使用點規定來設定互感電壓的正負極性。

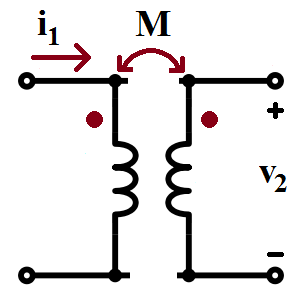
圖1， 。

如圖1所示，電流 {\displaystyle i_{1}} 進入第一個線圈（左邊線圈）的圓點端，因此，第二個線圈（右邊線圈）的圓點端是正極，與電壓 {\displaystyle v_{2}} 在圓點端的極性相同。所以，電壓 {\displaystyle v_{2}} 與電流 {\displaystyle i_{1}} 的關係為
{\displaystyle v_{2}=M{\frac {\mathrm {d} i_{1}}{\mathrm {d} t}}} 。
對於圖2案例，電流 {\displaystyle i_{1}} 進入第一個線圈的圓點端，因此，第二個線圈的圓點端是正極，與電壓 {\displaystyle v_{2}} 在圓點端的極性相反。所以，
{\displaystyle v_{2}=-M{\frac {\mathrm {d} i_{1}}{\mathrm {d} t}}} 。
圖3顯示，電流 {\displaystyle i_{1}} 離開第一個線圈的圓點端，因此，第二個線圈的圓點端是負極，與電壓 {\displaystyle v_{2}} 在圓點端的極性相反。所以，
{\displaystyle v_{2}=-M{\frac {\mathrm {d} i_{1}}{\mathrm {d} t}}} 。
在圖4裏，電流 {\displaystyle i_{1}} 離開第一個線圈的圓點端，因此，第二個線圈的圓點端是負極，與電壓 {\displaystyle v_{2}} 在圓點端的極性相同。所以，電壓 {\displaystyle v_{2}} 與電流 {\displaystyle i_{1}} 的關係為
{\displaystyle v_{2}=M{\frac {\mathrm {d} i_{1}}{\mathrm {d} t}}} 。

## 參閱
- 磁路
- 冷次定律